# Europameisterschaften im Springreiten
Die Europameisterschaften im Springreiten sind seit 1957 ausgetragene Wettbewerbe im Springreiten. Vor 1975 gab es neben den offenen Meisterschaften die Europameisterschaften der Springreiterinnen, zu denen nur Frauen zugelassen waren. Ab 1975 ist außerdem der Mannschaftswettbewerb enthalten. In den Anfangsjahren fanden die Europameisterschaften meist jährlich statt, in den 1970er Jahren ging man zu einem Zwei-Jahres-Rhythmus über.

## Einzelwertung

### Springreiter
| Jahr | Ort               | Gold                                           | Silber                                             | Bronze                                    |
| ---- | ----------------- | ---------------------------------------------- | -------------------------------------------------- | ----------------------------------------- |
| 2025 | Arteixo, A Coruña | Richard Vogel United Touch S                   | Scott Brash Folie                                  | Gilles Thomas Ermitage Kalone             |
| 2023 | Mailand           | Steve Guerdat Dynamix de Belheme               | Philipp Weishaupt Zineday                          | Julien Epaillard Dubai du Cedre           |
| 2021 | Riesenbeck        | André Thieme DSP Chakaria                      | Martin Fuchs Leone Jei                             | Peder Fredricson Catch Me Not S           |
| 2019 | Rotterdam         | Martin Fuchs Clooney                           | Ben Maher Explosion W                              | Jos Verlooy Igor                          |
| 2017 | Göteborg          | Peder Fredricson All In                        | Harrie Smolders Don Z                              | Cian O’Connor Good Luck                   |
| 2015 | Aachen            | Jeroen Dubbeldam Zenith                        | Grégory Wathelet Conrad                            | Simon Delestre Ryan des Hayettes          |
| 2013 | Herning           | Roger-Yves Bost Castle Forbes Myrtille Paulois | Ben Maher Cella                                    | Scott Brash Hello Sanctos                 |
| 2011 | Madrid            | Rolf-Göran Bengtsson Ninja                     | Carsten-Otto Nagel Corradina                       | Nick Skelton Carlo                        |
| 2009 | Windsor           | Kevin Staut Kraque Boom                        | Carsten-Otto Nagel Corradina                       | Albert Zoer Okidoki                       |
| 2007 | Mannheim          | Meredith Michaels-Beerbaum Shutterfly          | Jos Lansink Al-Kaheel Cavalor Cumano               | Ludger Beerbaum Goldfever                 |
| 2005 | San Patrignano    | Marco Kutscher Montender                       | Christina Liebherr LB No Mercy                     | Jeroen Dubbeldam BMC Nassau               |
| 2003 | Donaueschingen    | Christian Ahlmann Cöster                       | Ludger Beerbaum Goldfever                          | Marcus Ehning For Pleasure                |
| 2001 | Arnhem            | Ludger Beerbaum Gladdys S                      | Ludo Philippaerts Verelst Otterongo                | Rolf-Göran Bengtsson Isovlas Pialotta     |
| 1999 | Hickstead         | Alexandra Ledermann Rochet M                   | Markus Fuchs Tinka's Boy                           | Lesley McNaught Dulf                      |
| 1997 | Mannheim          | Ludger Beerbaum Ratina Z                       | Hugo Simon E.T. FRH                                | Willi Melliger Calvaro V                  |
| 1995 | St. Gallen        | Peter Charles La Ina                           | Michael Whitaker Everest Two Step                  | Willi Melliger Calvaro                    |
| 1993 | Gijón             | Willi Melliger Quinta C                        | Michel Robert Miss San Patrignano                  | Michael Whitaker Everest Midnight Madness |
| 1991 | La Baule          | Éric Navet Waiti Quito de Baussy               | Franke Sloothaak Walzerkönig                       | Jos Lansink Optiebeurs Egano              |
| 1989 | Rotterdam         | John Whitaker Next Milton                      | Michael Whitaker Next Monsanta                     | Jos Lansink Optiebeurs Felix              |
| 1987 | St. Gallen        | Pierre Durand Jappeloup de Luze                | John Whitaker Next Milton                          | Nick Skelton Raffles Apollo               |
| 1985 | Dinard            | Paul Schockemöhle Deister                      | Heidi Robbiani Jessica V                           | John Whitaker Hopscotch                   |
| 1983 | Hickstead         | Paul Schockemöhle Deister                      | John Whitaker Ryan's Son                           | Frédéric Cottier Flambeau C               |
| 1981 | München           | Paul Schockemöhle Deister                      | Malcolm Pyrah Towerlands Anglezarke                | Bruno Candrian Van Gogh                   |
| 1979 | Rotterdam         | Gerd Wiltfang Roman                            | Paul Schockemöhle Deister                          | Hugo Simon Gladstone                      |
| 1977 | Wien              | Johan Heins Seven Valleys                      | Eddie Macken Kerrygold                             | Anton Ebben Jumbo Design                  |
| 1975 | München           | Alwin Schockemöhle Warwick Rex                 | Hartwig Steenken Erle                              | Sönke Sönksen Kwept                       |
| 1973 | Hickstead         | Paddy McMahon Pennwood Forge Mill              | Alwin Schockemöhle Rex the Robber                  | Hubert Parot Tic                          |
| 1971 | Aachen            | Hartwig Steenken Simona                        | Harvey Smith Evan Jones                            | Paul Weier Wulf                           |
| 1969 | Hickstead         | David Broome Mister Softee                     | Alwin Schockemöhle Donald Rex                      | Hans Günter Winkler Enigk                 |
| 1967 | Rotterdam         | David Broome Mister Softee                     | Harvey Smith Harvester                             | Alwin Schockemöhle Donald Rex             |
| 1966 | Luzern            | Nelson Pessoa Gran Geste                       | Frank Chapot Good Twist                            | Hugo Arrambide Chimbote                   |
| 1965 | Aachen            | Hermann Schridde Dozent                        | Nelson Pessoa Gran Geste                           | Alwin Schockemöhle Exakt                  |
| 1963 | Rom               | Graziano Mancinelli Rockette                   | Alwin Schockemöhle Freiherr                        | Harvey Smith Warpaint                     |
| 1962 | London            | David Barker Mister Softee                     | Hans Günter Winkler Romanus Piero D’Inzeo The Rock |                                           |
| 1961 | Aachen            | David Broome Sunsalve                          | Piero D’Inzeo Pioneer                              | Hans Günter Winkler Romanus               |
| 1959 | Paris             | Piero D’Inzeo Uruguay                          | Pierre Jonquères d’Oriola Virtuoso                 | Fritz Thiedemann Godewind                 |
| 1958 | Aachen            | Fritz Thiedemann Meteor                        | Piero D’Inzeo The Rock                             | Hans Günter Winkler Halla                 |
| 1957 | Rotterdam         | Hans Günter Winkler Sonnenglanz                | Bernard de Fombelle Bucéphale                      | Salvatore Oppes Pagoro                    |

### Springreiterinnen (bis 1973 ausgetragen)
| Jahr | Ort           | Gold                                 | Silber                                 | Bronze                                       |
| ---- | ------------- | ------------------------------------ | -------------------------------------- | -------------------------------------------- |
| 1973 | Wien          | Ann Moore Psalm                      | Caroline Bradley True Lass             | Monica Bachmann-Weier Erbach                 |
| 1971 | St. Gallen    | Ann Moore Psalm                      | Alison Westwood Dawes The Maverick VII | Monika Leitenberger Limbara de Porto Conte   |
| 1969 | Dublin        | Iris Kellett Morning Light           | Anneli Drummond-Hay Zanthos            | Alison Westwood The Maverick VII             |
| 1968 | Rom           | Anneli Drummond-Hay Merely-a-Monarch | Giulia Serventi Gay Monarch            | Marion Coakes Stroller Janou Lefèbvre Rocket |
| 1967 | Fontainebleau | Kathryn Kusner Untouchable           | Lalla Novo Prédestiné                  | Monica Bachmann Erbach                       |
| 1966 | Gijón         | Janou Lefèbvre Kenavo                | Monica Bachmann Sandro                 | Lalla Novo Oxo Bob                           |
| 1963 | Hickstead     | Pat Smythe Flanagan                  | Arline Givaudan Huipil                 | Anneli Drummond-Hay Merely-a-Monarch         |
| 1962 | Madrid        | Pat Smythe Flanagan                  | Helga Köhler Cremona                   | Paola Goyoaga Elizalde Kif Kif               |
| 1961 | Deauville     | Pat Smythe Scorchin                  | Irene Jansen Kairouan                  | Michèle Cancre Océan                         |
| 1960 | Kopenhagen    | Suzan Cohen Clare Castle             | Dawn Warren-Wofford Hollandia          | Anna Clement Nico                            |
| 1959 | Rotterdam     | Ann Townsend Bandit                  | Pat Smythe Flanagan                    | Giulia Serventi Doly Anna Clement Nico       |
| 1958 | Palermo       | Giulia Serventi Doly                 | Anna Clement Nico                      | Irene Jansen Adelboon                        |
| 1957 | Spa           | Pat Smythe Flanagan                  | Giulia Serventi Doly                   | Michèle d’Orgeix-Cance Océan                 |

## Mannschaftswertung
| Jahr | Ort               | Gold | Silber | Bronze |
| ---- | ----------------- | --- | --- | --- |
| 2025 | Arteixo, A Coruña | Belgien Nicola Philippaerts Katanga van het Dingeshof Pieter Devos Casual Z Thibeau Spits Impress-K van't Kattenheye Z Gilles Thomas Ermitage Kalone | Großbritannien Ben Maher Dallas Vegas Batilly Matthew Sampson Medoc de Toxandria Donald Whitaker Millfield Colette Scott Brash Folie                             | Deutschland Marcus Ehning Coolio Sophie Hinners My Prins Christian Kukuk Just Be Gentle Richard Vogel United Touch S                                                             |
| 2023 | Mailand           | Schweden Henrik von Eckermann Iliana Wilma Hellström Cicci Jens Fredricson Markan Cosmopolit Rolf-Göran Bengtsson Zuccero                            | Irland Michael Duffy Cinca Trevor Breen Highland President Shane Sweetnam James Kann Cruz Eoin McMahon Mila                                                      | Österreich Gerfried Puck Naxcel V Katharina Rhomberg Cuma Max Kühner Elektric Blue P Alessandra Reich Oeli R                                                                     |
| 2021 | Riesenbeck        | Schweiz Elian Baumann Campari Z Bryan Balsiger AK's Courage Martin Fuchs Leone Jei Steve Guerdat Albfuehren's Maddox                                 | Deutschland André Thieme DSP Chakaria Marcus Ehning Stargold Christian Kukuk Mumbai David Will C Vier                                                            | Belgien Pieter Devos Jade vd Bisschop Jos Verlooy Varoune Olivier Philippaerts Le Blue Diamond v't Ruytershof Nicola Philippaerts Katanga v/h Dingeshof                          |
| 2019 | Rotterdam         | Belgien Pieter Devos Claire Z Jos Verlooy Igor Jérôme Guery Quel Homme Grégory Wathelet Nevados S                                                    | Deutschland Simone Blum DSP Alice Christian Ahlmann Clintrexo Z Marcus Ehning Comme il faut Daniel Deußer Tobago Z                                               | Großbritannien Ben Maher Explosion W Holly Smith Hearts Destiny Amanda Derbyshire Luibanta Scott Brash M'Lady                                                                    |
| 2017 | Göteborg          | Irland Shane Sweetnam Chaqui Z Bertram Allen Hector van d'Abdijhoeve Denis Lynch All Star Cian O’Connor Good Luck                                    | Schweden Henrik von Eckermann Mary Lou Malin Baryard-Johnsson Cue Channa Douglas Lindelöw Zacramento Peder Fredricson All In                                     | Schweiz Nadja Peter Steiner Saura de Fondcombe Romain Duguet Twentytwo des Biches Martin Fuchs Clooney Steve Guerdat Bianca                                                      |
| 2015 | Aachen            | Niederlande Jeroen Dubbeldam Zenith Maikel van der Vleuten Verdi Jur Vrieling Zirocco Blue Gerco Schröder Cognac Champblanc                          | Deutschland Meredith Michaels-Beerbaum Fibonacci Christian Ahlmann Taloubet Z Ludger Beerbaum Chiara Daniel Deußer Cornet d'Amour                                | Schweiz Romain Duguet Quorida de Treho Martin Fuchs Clooney III Janika Sprunger Bonne Chance Paul Estermann Castlefield Eclipse                                                  |
| 2013 | Herning           | Großbritannien Ben Maher Cella Michael Whitaker Viking William Funnell Billy Congo Scott Brash Sanctos                                               | Deutschland Daniel Deußer Cornet d´Amour Carsten-Otto Nagel Corradina Christian Ahlmann Codex One Ludger Beerbaum Chiara                                         | Schweden Jens Fredricson Lunatic Angelica Augustsson Mic Mac du Tillard Henrik von Eckermann Gotha FRH Rolf-Göran Bengtsson Casall                                               |
| 2011 | Madrid            | Deutschland Marco Kutscher Cornet Obolensky Carsten-Otto Nagel Corradina Janne Friederike Meyer Lambrasco Ludger Beerbaum Gotha FRH                  | Frankreich Michel Robert Kellemoi de Pepita Pénélope Leprevost Mylord Carthago Kevin Staut Silvana Olivier Guillon Lord de Theize                                | Großbritannien Nick Skelton Carlo Guy Williams Titus Ben Maher Tripple X III John Whitaker Peppermill                                                                            |
| 2009 | Windsor           | Schweiz Pius Schwizer Ulysse Daniel Etter Peu à Peu Steve Guerdat Jalisca Solier Clarissa Crotta West Side v. Meerputhoeve                           | Italien Juan-Carlos Garcia Hamilton de Perhet Giuseppe d'Onofrio Landzeu Natale Chiaudani Snai Seldana di campalto Piergiorgio Bucci Kanebo                      | Deutschland Marcus Ehning Plot Blue Carsten-Otto Nagel Corradina Thomas Mühlbauer Asti Spumante Meredith Michaels-Beerbaum Checkmate                                             |
| 2007 | Mannheim          | Niederlande Vincent Voorn Audi's Alpapillon-Armanie Jeroen Dubbeldam BMC Up and Down Albert Zoer Okidoki Gerco Schröder Eurocommerce                 | Deutschland Marcus Ehning Noltes Küchengirl Christian Ahlmann Cöster Meredith Michaels-Beerbaum Shutterfly Ludger Beerbaum Goldfever                             | Vereinigtes Königreich Michael Whitaker Suncal Portofino David McPherson Pilgrim II Ellen Whitaker Locarno John Whitaker Peppermill                                              |
| 2005 | San Patrignano    | Deutschland Marco Kutscher Montender Christian Ahlmann Coster Meredith Michaels-Beerbaum Checkmate Marcus Ehning Gitania                             | Schweiz Markus Fuchs La Toya III Christina Liebherr LB No Mercy Fabio Crotta Madame Pompadour M Steve Guerdat Isovlas Pialotta                                   | Niederlande Jeroen Dubbeldam BMC Nassau Yves Houtackers Gran Corrado Leon Thijssen Nairobi Gerco Schröder Eurocommerce Monaco                                                    |
| 2003 | Donaueschingen    | Deutschland Marcus Ehning For Pleasure Christian Ahlmann Cöster Otto Becker Dobel´s Cento Ludger Beerbaum Goldfever                                  | Frankreich Eric Levallois Diamant de Semilly Reynald Angot Tialoc M Michel Hécart Quilano de Kalvarie Michel Robert Galet d´Auzay                                | Schweiz Willi Melliger Gold du Talus Beat Mändli Pozitano Steve Guerdat Tepic La Silla Markus Fuchs Tinka´s Boy                                                                  |
| 2001 | Arnhem            | Irland Kevin Babington Carling King Jessica Kürten Chesney-Bonita Peter Charles Traxdata Corrado Dermott Lennon Liscalgot                            | Schweden Malin Baryard H&M Butterfly Flip Helena Lundbäck Utfors Mynta Rolf-Göran Bengtsson Isovlas Pialotta Peter Eriksson VDL Cardento                         | Deutschland Sören von Rönne Chandra Otto Becker Dobels Cento Lars Nieberg Esprit FRH Ludger Beerbaum Gladdys S                                                                   |
| 1999 | Hickstead         | Deutschland Carsten-Otto Nagel L’Eperon Meredith Michaels-Beerbaum Sprehe Stella Marcus Ehning For Pleasure Ludger Beerbaum Champion du Lys          | Schweiz Lesley McNaught Dulf Markus Fuchs Tinka's Boy Beat Mändli Pozitano Willi Melliger Calvaro                                                                | Niederlande Emile Hendrix RBG Finesse Jeroen Dubbeldam V&L De Sjiem Jan Tops Montemorelos la Silla Jos Lansink Nissan Carthago Z                                                 |
| 1997 | Mannheim          | Deutschland Lars Nieberg For Pleasure Markus Beerbaum Lady Weingard Markus Merschformann Ballerina Ludger Beerbaum Sprehe Ratina Z                   | Niederlande Emile Hendrix Ten Cate Finesse Bert Romp Burg´s Mr Blue Jan Tops Top Gun La Silla Jos Lansink Nissan Calvaro Z                                       | Vereinigtes Königreich Michael Whitaker Virtual Village Ashley Geoff Billington Virtual Village It´s Otto Robert Smith Senator Tees Hanauer John Whitaker Virtual Village Welham |
| 1995 | St. Gallen        | Schweiz Willi Melliger Calvaro Lesley McNaught Mändli-Doenhoff Stefan Lauger Baby Network Escado Thomas Fuchs Major AC Folien                        | Vereinigtes Königreich Nick Skelton Everest Dollar Girl Michael Whitaker Everest Two Step Alison Bradley Endeavour John Whitaker Everest Welham                  | Frankreich Hervé Godignon Unic du Perchis Jean Maurice Bonneau Pironniere Alexandra Ledermann Rochet Roger-Yves Bost Souviens Toi III                                            |
| 1993 | Gijón             | Schweiz Willi Melliger Quinta C Lesley McNaught Mändli-Pirol IV Stefan Lauber Lugana II Thomas Fuchs Dylano                                          | Vereinigtes Königreich Nick Skelton Everest Dollar Girl Michael Whitaker Everest Midnight Madness Mark Armstrong Corella John Whitaker Everest Gammon            | Frankreich Hubert Bourdy San Patrignano Razzia Michel Robert Miss San Patrignano Hervé Godignon Twist du Valon Éric Navet Waiti Quito de Baussy                                  |
| 1991 | La Baule          | Niederlande Piet Raijmakers Ratina Jan Tops Top Gun La Scilla Emile Hendrix Optiebeurs Aldato Jos Lansink Optiebeurs Egano                           | Vereinigtes Königreich Nick Skelton Phoenix Park Michael Whitaker Henderson Mon Santa David Broome Lannegan John Whitaker Henderson Milton                       | Schweiz Willi Melliger Quinta Markus Fuchs Shandor Rudolf Letter Nascon Cartier Thomas Fuchs Dollar Girl                                                                         |
| 1989 | Rotterdam         | Vereinigtes Königreich Nick Skelton Burmah Apollo Michael Whitaker Next Monsanta Joe Turi Country Classics Kruger John Whitaker Next Milton          | Frankreich Hervé Godignon Moët & Chandon La Belletière Philippe Rozier Oscar Minotière Malésan Michel Robert Pequignet Lafayette Pierre Durand Jappeloup de Luze | Schweiz Walter Gabathuler Moët & Chandon The Swan Markus Fuchs Moët & Chandon Shandor Willi Melliger Moët & Chandon Corso Thomas Fuchs Moët & Chandon Dollar Girl                |
| 1987 | St. Gallen        | Vereinigtes Königreich Nick Skelton Raffles Apollo Michael Whitaker Next Amanda Malcolm Pyrah Towerlands Anglezarke John Whitaker Next Milton        | Frankreich Philippe Rozier Jiva Malesan Pierre Durand Jappeloup de Luze Frédéric Cottier Flambeau Michel Robert Pequignet Lafayette                              | Schweiz Philippe Guerdat Lanciano V Markus Fuchs Shandor II Walter Gabathuler The Swan Willi Melliger Malesan Bordeau Corso                                                      |
| 1985 | Dinard            | Vereinigtes Königreich John Whitaker Hopscotch Michael Whitaker Warren Point Nick Skelton Everest St James Malcolm Pyrah Towerlands Anglezarke       | Schweiz Heidi Robbiani Jessica V Willi Melliger Beethoven II Philippe Guerdat Pybalia Walter Gabathuler The Swan                                                 | BR Deutschland Paul Schockemöhle Deister Peter Luther Livius Michael Rüping Silbersee Franke Sloothaak Walido                                                                    |
| 1983 | Hickstead         | Schweiz Walter Gabathuler Beethoven II Willi Melliger Van Gogh Thomas Fuchs Willora Swiss Heidi Robbiani Jessica V                                   | Vereinigtes Königreich Malcolm Pyrah Towerlands Anglezarke John Whitaker Ryan's Son David Broome Mr Ross Harvey Smith Sanyo Olympic Video                        | BR Deutschland Paul Schockemöhle Deister Michael Rüping Caletto Achaz von Buchwaldt Wendy Gerd Wiltfang Goldika                                                                  |
| 1981 | München           | BR Deutschland Paul Schockemöhle Deister Peter Luther Livius Gerd Wiltfang Roman Norbert Koof Fire                                                   | Schweiz Bruno Candrian Van Gogh Walter Gabathuler Harley Thomas Fuchs Willora Carpets Willi Melliger Trumpf Buur                                                 | Niederlande Emiel Hendrix Livius Johan Heins Larramy Henk Nooren Opstalan II Rob Ehrens Koh-I-Noor                                                                               |
| 1979 | Rotterdam         | Vereinigtes Königreich Derek Ricketts Hydrophane Coldstream Caroline Bradley Tigre David Broome Queensway Big Q Malcolm Pyrah Law Court              | BR Deutschland Gerd Wiltfang Roman Paul Schockemöhle Deister Peter Luther Livius Heinrich-Wilhelm Johannsmann Sarto                                              | Irland Eddie Macken Carroll's Boomerang Con Power Rockbarton Gerard Mullins Ballinderry John Roche Maigh Cuillin                                                                 |
| 1977 | Wien              | Niederlande Johan Heins Seven Valleys Henk Nooren Pluco Anton Ebben Jumbo Design Harry Wouters van der Oudenweyer Salerno                            | Vereinigtes Königreich David Broome Philco Debbie Johnsey Moxy Derek Ricketts Hydrophane Coldstream Harvey Smith Olympic Star                                    | BR Deutschland Paul Schockemöhle Agent Norbert Koof Minister Gerd Wiltfang Davos Lutz Merkel Salvaro                                                                             |
| 1975 | München           | BR Deutschland Alwin Schockemöhle Warwick Rex Hartwig Steenken Erle Sönke Sönksen Kwept Hendrik Snoek Rasputin                                       | Schweiz Paul Weier Wulf Walter Gabathuler Butterfly Bruno Candrian Golden Shuttle Jurg Friedli Firebird                                                          | Frankreich Marcel Rozier Bayard de Maupas Gilles Bertrán de Balanda Bearn Michel Roche Un Espoir Hubert Parot Rivage                                                             |